# AL-Mail
AL-Mail（あるめーる）は、有限会社クレアルが開発するWindows上で動く電子メールクライアント。直感的なユーザインターフェースと強力なメール管理機能、軽快な動作などを特徴としている。
最初は中村匡志がWindows 3.1/NT3.51向けの16bit版としてフリーウェアで開発された。その後、周囲からの勧めでバージョン1.00からはシェアウェアとしてリリースされた。1997年12月19日、有限会社クレアルを設立し、以降はクレアルが開発・サポートを行うようにした。

## マスコットキャラクター
マスコットキャラクターは「めいる君」。漫画家の千葉智美がデザインした。

## 機能

### サポートOS
Version1.13以降のサポートOSは、Windows 95/98/Me/Windows NT 4.0/2000/XPである。Windows VistaやWindows 7、Windows 8/8.1、Windows 10は公式にはサポートしていない。
Version1.13a、1.13bは、Windows VistaやWindows 7環境でも互換モードを使用することでインストールでき、起動もできるが、添付ファイルの保存ダイアログでファイル名が表示されないなど、十分な動作はしない。
Version1.13dは、Windows 7でインストールできるように修正されている。しかし、Windows 10では動作しないため互換モードで実行する必要がある。
ヘルプファイルはWinHelp形式で提供されているため、Windows Vista以降のOSでは、標準機能では表示することができない。

### 32bit版の新機能
32bit版をリリースした際、以下の機能が追加された。
- マルチアカウントへの正式サポート
- フォルダのマウスによる移動
- アドレス帳の強化
- マウスによる編集
- アドレス入力補完機能
- プラグインへのサポート
- 範囲を指定しての印刷
- メール作成時の外部エディタのサポート

## 履歴
1996年頃、AL-Mail Version1.00リリース。シェアウェアとなる。
1997年12月19日、AL-Mail32として32bit版の正式版がリリースされた。
1999年10月15日、16bit版としては最後のVersion1.34 をリリースした。
2002年6月22日、AL-Mail32 Version1.13をリリース。機能追加はこれ以降行われていない。
2006年1月30日、Version 1.13aのリリース。添付ファイルの処理でバッファオーバーフローを起こし、任意のプログラムが実行させられる脆弱性を修正。3年半ぶりの更新となった。
2006年10月28日、Version 1.13bのリリース。OP25B対応の開設ページにのみ掲載するというやや隠れた形でのリリースで、公式なリリースとしては扱っていない。
2012年6月22日、JVNは、「作者に連絡がつかず脆弱性が放置されているソフト」としてAL-Mail32の名前と、連絡不能開発者としてクレアルの名前を挙げて、情報提供を求めた。
2015年2月18日、Version 1.13dのリリース。複数の脆弱性を修正した。9年ぶりの更新となった。

## 評価

### 受賞歴
1996年2月8日、フリーソフトウェア大賞を受賞。

### 雑誌掲載・収録
インターネットマガジン1995年2月号
インターネットマガジン1996年1月号
インターネットマガジン1996年10月号
インターネットマガジン1997年2月号